# إسماعيل بن حماد الجوهري
إسماعيل بن حمَّاد الجَوهَري (ت 393 هـ / 1003 م) هو عالم ولغوي، يُكنى بأبي نصر، أصله من «فاراب في كازاخستان حاليا»، ثاني من حاول الطيران بعد عباس بن فرناس، ومات في سبيله.

## سيرته
هو أبو نصر إسماعيل بن حماد الجوهري. أصله من فاراب، ودخل العراق صغيرا، وسافر إلى الحجاز فطاف البادية، وعاد إلى خراسان، ثم أقام في نيسابور. عندما دخل العراق قرأ العربية على أبي علي الفارسي، والسيرافي، ثم طاف بلاد ربيعة ومضر، فأخذ العربية مشافهة من العرب، قال عنه ياقوت: كان من أعاجيب الزمان، ذكاء وفطنة وعلما. وصنع جناحين من خشب وربطهما بحبل، وصعد سطح داره، ونادى في الناس: لقد صنعت ما لم أسبق إليه وسأطير الساعة، فازدحم أهل نيسابور ينظرون إليه، فتأبّط الجناحين ونهض بهما، فخانه اختراعه، فسقط إلى الأرض قتيلا.

## مؤلفاته
أشهر كتبه: 
1. تاج اللغة وصحاح العربية المعروف اختصارا بـ «الصحاح».
2. له كتاب في العروض ومقدمته في النحو.[2]

## وفاته
قصة وفاته ذكرها ياقوت الحموي، نقلا عن عن عليّ بن فضّال المجاشعي في كتابه «شجرة الذهب في معرفة أئمة الأدب» قال:
«كان الجوهري قد صنّف «الصحاح» لأبي منصور عبد الرحيم بن محمد البيشكي [أديب واعظ أصولي ت. 453 هـ] وسمعه منه إلى باب الضّاد المعجمة، ثم اعترى الجوهريّ وسوسة فانتقل إلى الجامع القديم في نيسابور، وصعد إلى سطحه، وقال: أيّها الناس إني عملتُ في الدنيا شيئاً لم أُسبق إليه فسأعمل للآخرة أمراً لم أُسبق إليه، وضمّ إلى جناحيه مصراعي بابٍ وتأبّطهما بحبل، وصعد مكاناً عالياً من الجامع وزعم أنه يطير فوقع فمات».